# Ailuronyx tachyscopaeus
Ailuronyx tachyscopaeus là một loài thằn lằn trong họ Gekkonidae. Loài này được Gerlach & Canning miêu tả khoa học đầu tiên năm 1996.